# Túnis (província)
A província de Túnis (português brasileiro) ou província de Tunes (português europeu) (em árabe: ولاية تونس; em francês: gouvernorat de Tunis) é uma província do litoral norte da Tunísia, onde se encontra a capital nacional, Túnis.
- capital: Túnis
- área: 288 km²
- população: 983 861 habitantes (2004);[2] 1 004 500 (estimativa de 2013)[3]
- densidade: 3 416,2 hab./km² (2004)

| Delegação          | População em 2004 |
| ------------------ | ----------------- |
| Cartago (Carthage) | 20 715            |
| Bab El Bhar        | 39 806            |
| Bab Souika         | 33 284            |
| Bardo              | 70 244            |
| Cité El Khadhra    | 36 818            |
| Djebel Jelloud     | 26 490            |
| El Hrairia         | 96 245            |
| El Kabaria         | 81 261            |
| El Menzah          | 43 320            |
| El Omrane Superior | 62 138            |
| El Omrane          | 40 801            |
| El Ouardia         | 33 734            |
| Ettahrir           | 21 956            |
| Ezzouhour          | 40 434            |
| La Goulette        | 28 407            |
| La Marsa           | 77 890            |
| La Medina          | 26 703            |
| Le Kram            | 58 152            |
| Sidi El Béchir     | 29 911            |
| Sidi Hassine       | 79 381            |
| Sijoumi            | 36 171            |